# Rheotanytarsus magnini
Rheotanytarsus magnini is een muggensoort uit de familie van de dansmuggen (Chironomidae). De wetenschappelijke naam van de soort is voor het eerst geldig gepubliceerd in 1986 door Cloutier and Harper.